# Uta Ullmann-Iseran
Uta Ullmann-Iseran (auch: Uta Ullmann; * 1947 in Lauffen am Neckar) ist eine deutsche Kinder- und Jugendbuchautorin. Sie schreibt meistens gemeinsam mit ihrem Ehemann Gerhard. Er wurde wie sie 1947 in Lauffen geboren. Neben Kinder- und Jugendbüchern hat das Lehrerpaar auch Kinderhörspiele und Kurzgeschichten verfasst. Außerdem sind beide auch künstlerisch tätig: Kunstwerke des Paares waren unter anderem im Rahmen der Ausstellungsreihe KunstRegionBahn 2000 und in der Villa Dessauer in Bamberg 2005 zu sehen.

## Werke (Auswahl)
- mit Gerhard Ullmann: Der Tag, an dem der Sandmann erwachte. Arena, Würzburg 1982, ISBN 3-401-03961-X
- mit Gerhard Ullmann: Der Riss im Beton. Sauerländer, Aarau / Frankfurt am Main / Salzburg 1982, ISBN 3-7941-2352-2
- mit Gerhard Ullmann: Logo, sagt die Hedwig. Herold, Stuttgart 1988, ISBN 3-7767-0454-3
- mit Gerhard Ullmann: Super, diese Hedwig. Herold, Stuttgart [i.e. Fellbach] 1989, ISBN 3-7767-0481-0
- mit Gerhard Ullmann: Echt stark, diese Hedwig. Herold, Fellbach 1993, ISBN 3-7767-0543-4
- mit Gerhard Ullmann: Die Rückkehr der Schwalben. Alkyon, Weissach i.T. 1997, ISBN 3-926541-87-3